# Hieracium apiculatum
Hieracium apiculatum es una especie de planta con flor del género Hieracium, de la familia Asteraceae, orden Asterales.

## Distribución
Hieracium apiculatum se distribuye por Polonia, República Checa, Rumania y Ucrania.

## Taxonomía
Fue descrita científicamente por Tausch. Fue publicada en Flora 20(1, Beibl.): 70 (1837).